# Nev Cottrell
Nev Cottrell (ur. 16 marca 1927 w Brisbane, zm. 20 czerwca 2014) – australijski rugbysta grający na pozycji młynarza, reprezentant kraju.
Uczęszczał do St Laurence's College. Związany był z klubem Wests End przekształconym w 1948 roku w Souths, dla którego rozegrał ponad sto meczów. Do stanowej drużyny został po raz pierwszy powołany w 1947 roku przeciwko All Blacks i do 1955 roku zagrał w jej barwach w ponad pięćdziesięciu spotkaniach. Został wybrany do „drużyny stulecia” Queensland, był również nominowany do stanowej hali sław rugby.
W 1949 roku zadebiutował w australijskiej reprezentacji w meczu z New Zealand Māori, następnie udał się z nią na tournée do Nowej Zelandii, gdzie Wallabies po raz pierwszy zwyciężyli w wyjazdowej serii meczów z gospodarzami i odzyskali Bledisloe Cup. Ogółem w kadrze rozegrał dwadzieścia trzy spotkania, w tym czternaście testmeczów. Został pierwszym młynarzem w roli kapitana Wallabies, gdy w 1950 roku poprowadził zespół w meczach z British and Irish Lions.
Jego syn, Nev jr, również reprezentował Queensland, zaś wnuk Angus Cottrell występował w Western Force.